# Illja Krups'kyj
Illja Oleksijovyč Krups'kyj (in ucraino Ілля Олексійович Крупський?; Vinnycja, 2 ottobre 2004) è un calciatore ucraino, difensore del Vorskla.

## Caratteristiche tecniche
È un terzino destro.

## Carriera

### Club
Krups'kyi è cresciuto nel settore giovanile del Metalurh Zaporižžja, che ha lasciato nel gennaio del 2021 per unirsi al Vorskla. Ha debuttato il 1º maggio seguente nell'incontro di Prem"jer-liha perso 5-1 contro la Dinamo Kiev. Promosso definitivamente in prima squadra nel 2023, il 19 maggio 2024 ha segnato il suo primo gol nel successo per 3-1 sull'Obolon'.

### Nazionale
Ha giocato nella nazionale ucraina Under-21.
Nel 2024 è stato convocato per i Giochi Olimpici di Parigi.

## Statistiche

### Presenze e reti nei club
Statistiche aggiornate al 5 luglio 2024.
| Stagione        | Squadra         | Campionato      | Campionato | Campionato | Coppe nazionali | Coppe nazionali | Coppe nazionali | Coppe continentali | Coppe continentali | Coppe continentali | Altre coppe | Altre coppe | Altre coppe | Totale | Totale | Totale |
| Stagione        | Squadra         | Comp            | Pres       | Reti       | Comp            | Pres            | Reti            | Comp               | Pres               | Reti               | Comp        | Pres        | Reti        | Pres   | Reti   |        |
| --------------- | --------------- | --------------- | ---------- | ---------- | --------------- | --------------- | --------------- | ------------------ | ------------------ | ------------------ | ----------- | ----------- | ----------- | ------ | ------ | ------ |
| 2020-2021       | Vorskla         | PL              | 1          | 0          | CU              | 0               | 0               |                    | -                  | -                  |             | -           | -           | 1      | 0      |        |
| 2021-2022       | Vorskla         | PL              | 1          | 0          | CU              | 0               | 0               |                    | -                  | -                  |             | -           | -           | 1      | 0      |        |
| 2022-2023       | Vorskla         | PL              | 7          | 0          |                 | -               | -               | UCL                | 0                  | 0                  |             | -           | -           | 7      | 0      |        |
| 2023-2024       | Vorskla         | PL              | 23         | 1          | CU              | 4               | 0               | UCL                | 2                  | 0                  |             | -           | -           | 29     | 1      |        |
| Totale carriera | Totale carriera | Totale carriera | 32         | 1          |                 | 4               | 0               |                    | 2                  | 0                  |             | -           | -           | 38     | 1      |        |